# Линовиця
Лино́виця — селище в Україні, Чернігівській області, Прилуцькому районі. Населення становить 2,5 тис. осіб. Орган місцевого самоврядування — Линовицька селищна рада.

## Географічне положення, населення

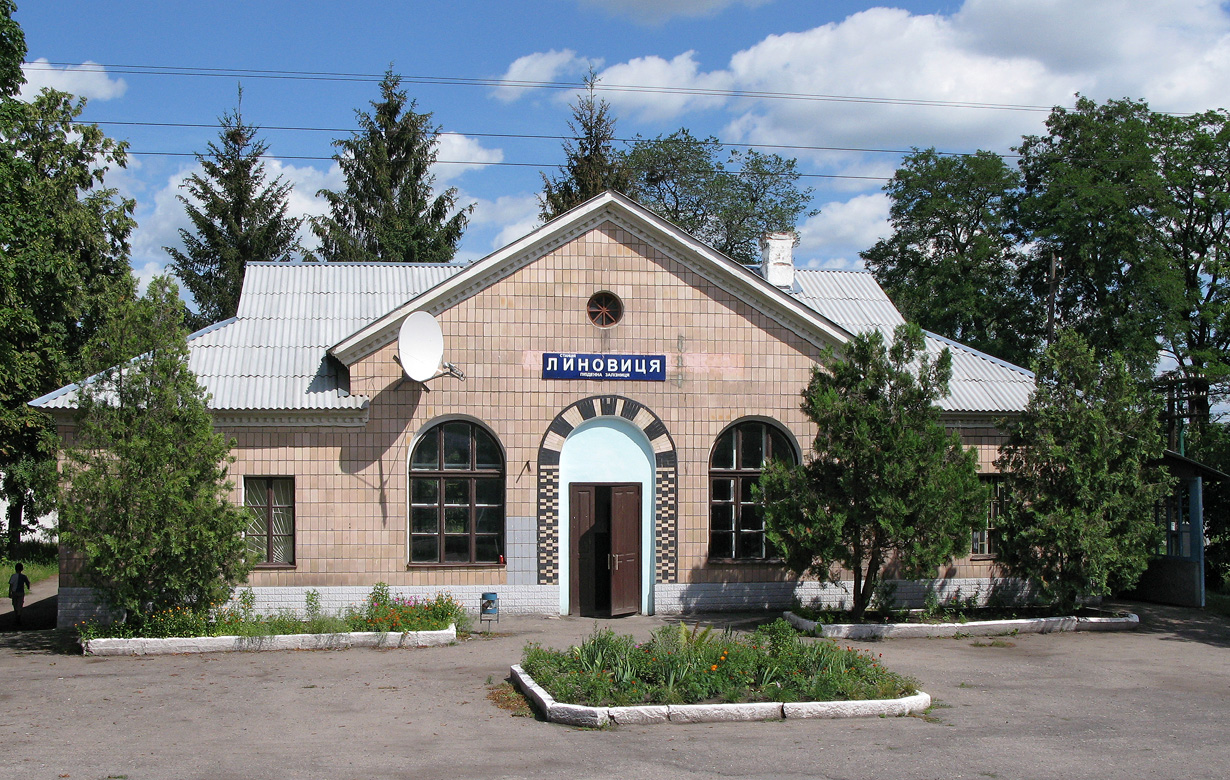
Залізнична станція Линовиця

Селище міського типу Линовиця розташоване на березі річки Ставка (права притока Удаю) за 8 км від районного центру — міста Прилуки, на залізничній лінії Бахмач—Гребінка між станціями Прилуки (13 км) та Грабарівка (13 км). Селище лежить у зоні помірно-континентального клімату. Населення — 2574 особи (2022 рік). Національний склад представлений переважно українцями, конфесійний склад — християнами.

## Назва
Дослідники припускають, що назва «Линовиця» походить від прізвища польського війта Василя Линовецького. В народі також побутує думка, що селище було назване саме так тому, що в місцевій річці Линовиця ловилося дуже багато линів і назва Линовиця з'явилася від словосполучення «лин ловиться».

## Історія
У цій місцевості люди мешкали з давніх-давен. Про це свідчать кургани II тисячоліття до нашої ери — I тисячоліття до нашої ери, виявлені поблизу, в урочищі річки Росоші, археологічною комісією Полтавського обласного архіву.

### Від заснування до 1917 року
Населений пункт відомий з 1629 року, коли проводився перепис міст і сіл Правобережної України.
На середину XVII століття Линовиця мала статус хутора. З 1636-го до 1648 року належала князю Яремі Вишневецькому. За переписом, який проводився після Переяславської ради, в Линовиці нараховувалось 17 дворів. У 1697 році прилуцький протопоп Іван Магерівський купив хутір Линовицю і заснував слободу.
На початку XVIII століття за документами ревізії 1713 року в Линовиці нараховувалось 26 селянських дворів. 26 травня 1718 року Петро І, передав Линовицю у власність гетьману Іванові Скоропадському. За переписом 1718 року в Линовиці було 31 кріпацьке (кріпосне право на Лівобережжі запровадили лише 1783 року) селянське господарство. 1722 року, після смерті Івана Скоропадського, Линовиця, як і все майно покійного, отримала у спадщину його дружина. 1740 року селище, яке нараховувало тоді 32 селянських двори, перейшло у власність Б. К. Мініха. 1746 року, за універсалом Генеральної військової канцелярії, Линовиця, знову перейшла Скоропадським а саме підскарбію Михайлу Скоропадському.
У 1735 році на правому березі річки Рудка на кошти козаків Батуринського  і Переяславського полків було споруджено дерев'яний храм апостола Луки. У 1778 році на місці цього самого храму було споруджено новий, вже з цегли (розібраний на цеглу у 1927 році).
З середини XVIII століття і до 1780 року Линовицею володів генерал-майор сербського походження Іван Стоянович (Стоянов). На час прибуття генерала Линовиця налічувала 86 дворів, 115 хат і дві хати підсусідків.
1781 року половину Линовиці викупила поміщиця Софія Башилова, яка розпочала будівництво мурованої церкви Успіння Богородиці (роки будівництва — 1808–1819). 1809 року Башилова вийшла заміж за графа Петра Олександровича де Бальмена, якому разом як придане перейшла і Линовиця. Саме ця подія відіграла основну роль в розвитку села, яке перетворилося із забутого всіма поселення на культурний острівець Прилуччини, в якій побували відомі класики та видатні діячі XVIII — XIX століть.
У Петра і Софії де Бальменів було два сини: Яків Петрович і Сергій Петрович. Яків Петрович де Бальмен (1813–1845) був видною особою в історії Линовиці — письменник, художник, офіцер і друг Тараса Шевченка, якому той присвятив поему «Кавказ». У Якова Петровича гостював Т. Г. Шевченко (вперше він відвідав Линовицю 15.01.1844). До нашого часу в парку зберігся величезний 400-річний дуб «Три брати», під яким на великому камені любив відпочивати художник і поет. Маєток де-Бальменів в Линовиці відкривав свої двері й іншим видатним діячам культури. В різний час це були письменники Котляревський, Гребінка, Афанасьєв-Чужбинський, Кукольник, Муравйов-Апостол; художники Крендовський, Рабус, Рєзанов, Жемчужников та ін.
Лев Михайлович Жемчужников так описував Линовицю:
| «Линовиця — родовий маєток графів де Бальменів розташована між Прилуками та Пирятином. Понад великою пирятинською дорогою, обсадженою деревами, простягалися поля пшениці. Місцевість була характерна; виднілися могили, отари овець, криниці-журавлі, інколи траплялись постоялі двори, виднілися великі копиці сіна. З великого шляху був поворот на Линовицю, куди вела абсолютно гладка і рівна дорога. З лівої сторони виднілося в зелені садів село з білою кам'яною церквою, а прямо садиба власника. Дорога обсаджена віковими липами… Кам'яний білий будинок побудований 1796 році, з колонами і мезоніном стояв по середині. Пірамідальні тополі і біла акація огинали півколом загорожу і в'їзні ворота. Ліворуч — кам'яний одноповерховий флігель, праворуч такий же флігель в якому розміщувалася кладова, управляючий і столярня. Перед будинком — галявина обложена низеньким бар'єром, а за будинком, ліворуч від флігеля, — великий сад і ставки…» |
Де Бальмени відносились до поміщиків-лібералів. Вони відмінили у себе тілесні покарання і запровадили суд із вибраних селян, платили жалування дворовим. Про атмосферу на вечорах у де Бальменів згадував Чужбинський:

| «З'їжилися сусіди розмовляли про покращення життя і побуту селян, впровадження нових новинок. Відмінили тілесні покарання, впровадили суд із виборних селян і платили жалування дворовим…» |
До Жовтневого перевороту 1917 року власником маєтків графів де Бальменів залишався син Сергія Петровича де Бальмена Сергій Сергійович де Бальмен (народився 1849 р., застрелений у 1918 р.). Він володів 1103 десятин землі в Линовиці.
Найдавніше знаходження на мапах 1812 рік.
У 1862 році у селі володарському Линовиця була церква та 149 дворів де жило 1275 осіб.
У 1911 році у селі Линовиця була Успенська церква, міністерська, 4 земські та церковно-парафіївська школи та жило 1973 особи.
Наприкінці XIX століття збудовано залізницю. В 1892 році вузькоколійкою Крути — Прилуки — Пирятин через Линовицю прийшов перший потяг. Тільки у 1899 році залізницею в Линовицю доставили 500 тисяч пудів вантажів. А у 1912 році побудовано ширококолійну смугу.
Наприкінці 1890-х бельгійські піддані Адольф Адольфович і Павло Адольфович Стевинар купили у де-Бальменів сто десятин землі для будівництва цукрового заводу і ще дві тисячі десятин під посіви цукрового буряка. Підрядниками будівництва заводу, який було збудовано 1899 року, були інженери з Чехії. Урожай цукрових буряків становив 103,2 центнера з гектара, завод виробляв за сезон 28439 центнерів цукру. До 1914 року господарем цукрозаводу бук Павло Адольфович Стевенар, директором-розпорядником — також бельгієць Графіто Фермін Іванов і його помічник Тронкута Георге. У 1914—1915 роках завод був проданий Корюківському товариству цукрозаводства за 3 мільйони карбованців.
На 1900 рік населення Линовиці становило 463 особи (чоловіків — 230, жінок — 233). Нараховувалося 63 двори і 77 домогосподарство, 160 ревізійних душ (чоловічої статі). У селі діяла земська школа (ще з 1819 року в церковній сторожці діяла церковноприходська школа на 12 — 15 місць), церкву, два ставки. Граф де Бальмен мав 1103 десятини землі, Жевахов — 814 десятин, Верещак — 113, Біленко — 22 десятини, Мусієнко — 12 десятин. Селяни мали від 0,1 десятин до 5 десятин землі.
Революційні події 1905 року не оминули і Линовицю: на складах князя Жевахова спалили хліб на суму 30 тис. карбованців. Слідство вели жандарми з Полтавської губернії, але винних не знайшли.
На 1910 рік в Линовиці було 365 господарств, з них 10 козацьких і 353 селянських. Душ обох статей 2639. Столярів — 10, кравців — 4, шевців — 6, ковалів — 6, слюсарів — 5, поденщиків — 67, інтелігенції — 39 осіб. Діяв паровий млин і цукровий завод. До 1917 року в Линовиці було шість вітряних млинів, два млини знаходились біля вокзалу де зараз знаходиться клуб, один млин був на Протопопівщині, і ще один на виїзді з Линовиці в напрямку Бубнівщини. В селі нараховувалось два шинки Шильми і Городецького.
Разом з відкриттям цукрозаводу в селі було відкрито перший медпункт. 1904 року в Линовиці розпочалося будівництво дворічного міністерського училища. У 1907–1908 роках у Линовицькій школі було два вчителі і 68 учнів. Ще 25-м учням було відмовлено в освіті через брак місця в приміщенні школи. Але вийшло так що за браком фінансування школа пропрацювала лише до першого січня. У 1910 році на прохання земельної управи пирятинського повіту почалося будівництво земської школи, яка здана в експлуатацію в 1911 році.

### Громадянська війна і міжвоєнний період
До 1917 року Линовиця входила в склад Пирятинського повіту Полтавської губернії, потім увійшла в Яблунівський, а з 1933 року — в Прилуцький район Чернігівської області.
Після лютневої революції, в березні 1917 року, в Линовиці було обрано орган самоврядування на чолі з Левченком Яковом Андрійовичем. Він проіснував до 2 червня 1918 року. А у лютому 1918 року в селі з'явилась перша земельна община на чолі з Цвиком Павлом Григоровичем. У цю общину входило 110 чоловік. Іншу общину, до якої входило 620 чоловік, очолив Зиновій Горобець.
Вперше в Линовицю більшовики вступили у січні 1918 року, коли армія Михайла Муравйова, що розбила загін київських студентів під Крутами, прямувала на Київ. Жителів ознайомили з «Декретом про землю», почали ділити землю, організували комнезам. Селянам було роздано 250 бочок спирту зі складу мамаївського (Нова Гребля) спиртзаводу. Поміщики Жевахови і де Бальмени покинули Линовицю перед самим захопленням села.
Однак після укладення Берестейського миру і домовленості з німецьким та австрійським урядами про звільнення України від більшовицької окупації упродовж березня-квітня німецько-австрійські війська зайняли Лівобережну Україну. Навесні 1918-го Линовицю також зайняв загін військ Гетьманату, але пробули там не довго і пішли з села.
На початку січня 1919 року наступ на лівобережну Україну розпочала Українська радянська армія Антонова-Овсієнка. В першій декаді січня в повіті свою владу утвердили 2-й Таращанський полк 1-ї дивізії 1-ї армії Українського фронту РККА, очолюваної Іваном Локотошем та Прилуцько-Борзенський військово-революційний загін Петра Ковтуна.
Наприкінці серпня 1919 року війська 5-го кавалерійського корпусу генерала Юзефовича захопили Конотоп і Бахмач, а 25 серпня денікінці вступили в Линовицю. Разом з ним повернулись в село і родини Жевахових і де Бальменів. Вони вимагали відшкодування за отримані в ході «революційної компанії» збитки. Князь Жевахов відібрав назад своє майно, яке було вкрадене селянами та наклав на жителів Линовиці контрибуцію у 5 тисяч карбованців. Розшукували і організаторів пограбування.
У середині жовтня 1919 року розпочався контрнаступ Південного фронту Червоної армії. На лівій «українській» ділянці білогвардійського фронту в кінці жовтня почався наступ 12-ї радянської армії на Чернігівщині. Втретє й остаточно в Линовиці радянська влада встановилася 4 грудня 1919 року. Разом з військами Денікіна Линовицю покинули і родини Жевахових і де-Бальменів. Сергій Сергійович де Бальмен застрелився навпроти церкви.
У квітні 1920 року 16 господарів об'єднались в комуну. На кінець року на базі маєтностей де Бальмена і Жевахова були створені два товариства селян-бідняків. Перше, «де Бальменівське», очолили Денисенко і Артеменко, друге «Жеваховське» очолили Боблян і Кондратенко. Навесні 1921 року створено Линовицький волосний виконком (23 члени, голова — Піка-Колесник Феодосійович, військовий комісар — Грона Яків Павлович).
Маєток Жевахова з кінця 1919 року переданий Линовицькому комнезаму, а 1937 року в маєтку відкрили лікарню. У маєтку де Бальменів з 1920 по 1925 рік існувала садово-городня артіль, з 1925 по 1932 — «товариство буряководів». З 1932 року в маєтку розмістилася МТС, переведена з Яблунівки. Першим директором МТС був Пархоменко Родіон Онисійович.
Верещак С. І. після встановлення радянської влади працював народним суддею Яблунівського району. На вимогу Линовицького комнезаму перед Прилуцьким окружним парткомом 2 лютого 1924 року був звільнений з посади і виключений з комуни як поміщик, що підриває авторитет революційного суду перед най біднішим селянством.
19 грудня 1922 року в селі утворено одну з двох сільгоспартілей, яка 7 вересня 1923 року отримала назву «Імені Леніна».
До війни селі працювали дві школи — семирічна й початкова. У 1925–1926 навчальному році в них навчалось 322 учнів: 229 в семеричній і 93 в початковій. Було десять вчителів.
У 1929–1931 роках в селі побудовано сільмаг, аптеку. У 1933 закрили церкву зняли дзвони, а дзвіницю розібрали на цеглу — до 1941 року церква стала складським приміщенням, а з 1941 храмове приміщення перетворили на сільській клуб.
Репресії в Линовиці почалися ще під час колективізації. До колгоспів записуватись ніхто не хотів — почалось розкуркулення. В кінці березня 1932 року зі своїх господарств вивезені в Сибір і Архангельську область родини Грона, Біленко, Гузь, Пилипенко, Івченко, Кашка, Курляндець, Ушкаленко та ін.
Наприкінці 1932 року в Линовиці, як і по всій Україні, розпочався голодомор. Ще на весні 1932 року у жителів села бракувало найнеобхіднішого — харчів. У травні 1932 року в Линовицю приїздив «всеукраїнській староста» Григорій Петровський, який, як справжній більшовик, заспокоював та умовляв селян в тому, що продовольчі труднощі — тимчасове явище. Голодомор 1932—1933 років вдарив по линовичанам менше порівняно з мешканцями інших сіл Чернігівщини: рятували селян картки робітників цукрозаводу, на які видавалось по 500 грам хліба в денька і сам цукрозавод давав можливість виживати багатьом линовицьким жителям. Голод лютував до 1933 року. А на липень 1933 в Линовиці відзвітувались про повне закінчення колективізації: утворено чотири колгоспи.

### Війна 1941—1945 років. Німецька окупація

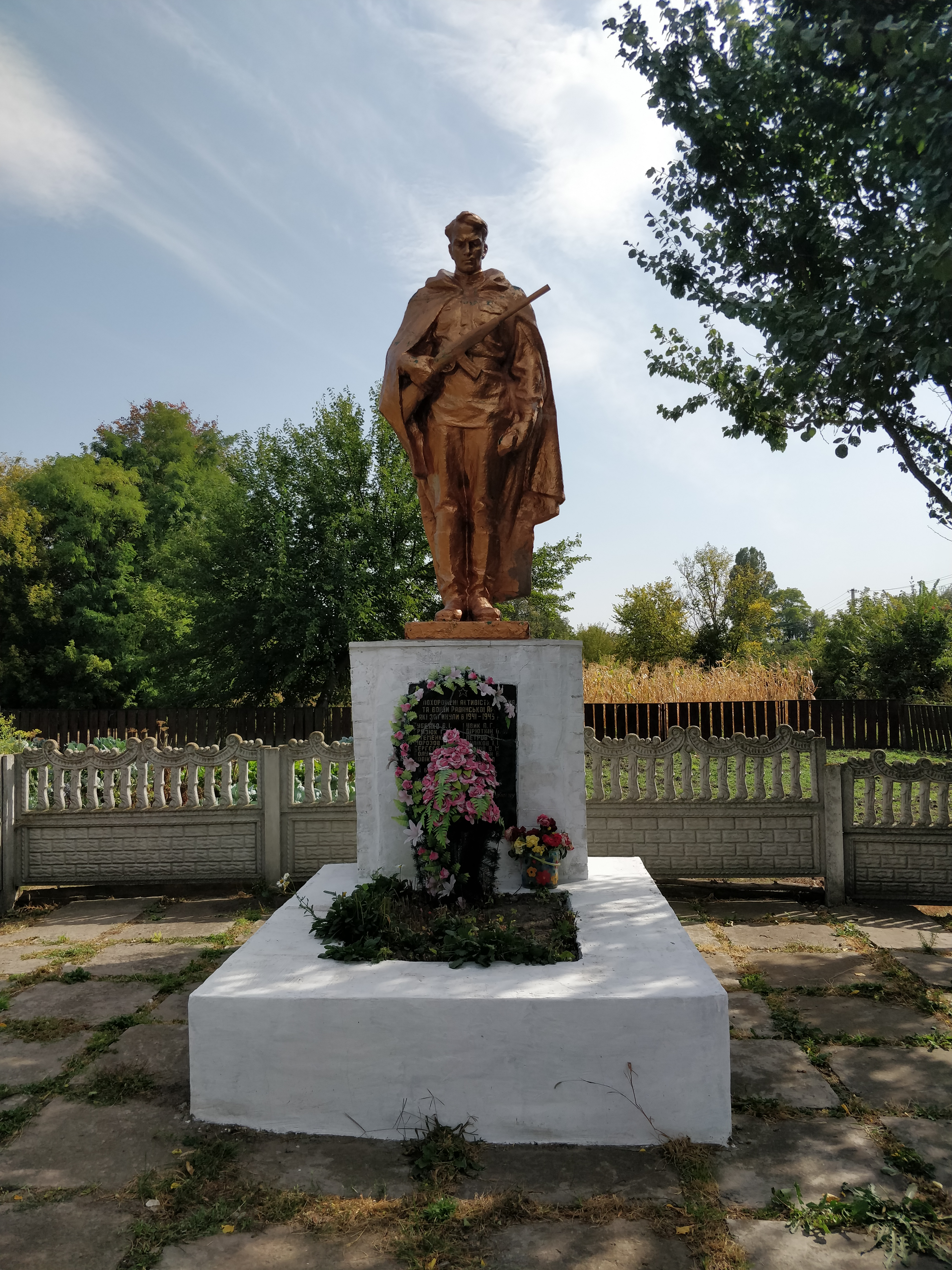
Пам’ятний знак 264 воїнам-односельчанам, які загинули в 1941-1945 роки

З початком німецько-радянської війни і наступом німецьких військ на Україну розпочалася евакуація матеріальних цінностей. Велику рогату худобу з линовицьких колгоспів вивезли Пермську область. Була здійснена спроба евакуювати МТС: зібрали всю найкращу техніку — трактори, комбайни і вирушили на схід, але далеко проїхати не вдалось — німецькі війська вже перерізали всю дорожню систему Чернігівської області.
В середині серпня 1941 року, о 21:00 німецькій бомбардувальник завдав бомбового удару по військовій колоні на шляху Линовиця — Пирятин. За час війни на територію Линовиці було скинуто понад 60 авіабомб: переважно бомбили залізницю, дорогу Пирятин — Прилуки.
17 вересня 1941 року до Линовиці з боку Бубнівщини наблизились німецькі підрозділи. У боях під Линовицею було вбито п'ять німецьких солдат, їх було поховано біля старої контори заготзерна. Через місяць після відступу радянській військ, прилуцькою військовою комендатурою в Линовиці було призначено старосту. Ним став Свириденко П. І. При старості працювала поліційна дільниця (22 поліцая). З жителів села були утворені загони для збору податків із селян.
В Линовиці розмістилася земельна інспекція, у відомстві якої були сільгоспобщини сіл Линовиця, Мамаївка, Нова Гребля, Лутайка. Очолював земінспекцію німець Корнеліус.
В селі було утворено дві сільськогосподарські общини. Техніки й худоби общини майже не мали: на Павловці була невелика кількість свиней та овець і корів, 36 коней, 25 пар волів, було два трактори СХТЗ і два У-2. Комбайнів не було. Молотарка працювала від трактора. В приміщенні колишньої МТС працювали моторні верстати і кузня. Зерно мололи в трьох вітрильних млинах і у водяному млині в Удайцях. За наказом військової комендатури було відновлено зруйновану в ході військових дій залізницю, рейкові колії були звужені на 11 сантиметрів. Залізницю добре охороняли — в приміщенні дорожнього майстра був розташований взвод німецьких солдат.
З 22:00 до 6:00 в селі була введена комендантська година. В 1942 році було відновлено роботу семирічної школи, відновлене церковне богослужіння. Інших культурних заходів, окрім богослужіння, не проводили. Приміщення клубу цукрозаводу зайняли під зерно. Товарів у магазині майже не було, окрім махорки та самого дрібного інвентарю.
За наказом німецької окупаційної адміністрації були арештовані всі комуністи та організатори радянської влади разом з їх родинами. На дванадцяти підводах під конвоєм їх вивезли в Прилуки на страту. Навесні 1943 року німці почали вивозить молодих людей на примусові роботи до Німеччини. Всього з Линовиці забрали 158 чоловік.
На початку вересня війська 60-ї армії генерал-лейтенанта Черняховського, з ходу форсувавши Сейм, розпочали наступ вздовж залізниці Конотоп — Бахмач — Ніжин і лівого берега Десни. На Прилуцькому напрямку наступ вели 2-й танковий корпус генерал-лейтенанта О. Ф. Попова і 42-га гвардійська стрілецька дивізія генерал-майора Ф. А. Боброва. Підрозділи саме цих з'єднань зайняли Линовицю 19 вересня 1943 року. «Польовими військкоматами» було мобілізовано 222 жителі Линовиці.
Всього в часи Другої світової війни з Линовиці було призвано в ряди Червоної армії 649 жителів, із них 271 загинули. В період бойових дій в селі було зруйновано 31 будинок, приміщення тваринницьких господарств, вивезено в Німеччину 158 чоловік і 97 людей знищено. Збитки нанесені цукровому заводу були оцінені на суму 2526 тис. карбованців, радгоспу і населенню села 32982 тис. крб.

### Післявоєнний період і до наших днів
Відразу після визволення в Линовиці відродили роботу колгоспів. Їх відкрили відразу чотири: «Імені Ілліча», «Імені Леніна», «Імені Петровського» і «Імені Горького». Відновила роботу і МТС. При МТС були відкриті курси трактористів для молоді та жінок. Першими жінками трактористами в селі стали Гайдовська С. М., Бачикало С. І., Пащенко А. І. Вони працювали на тракторах У-2. Життя в повоєнні роки було дуже важким. Не вистачало харчів, для отримання хліба видавались картки: працюючим 0, 5 кг хліба, для непрацюючих 0,2 кг хліба на добу. В комуні на один трудодень видавали 0,5 — 0,8 кілограма зерна.
У 1944 році в Линовицю для відновлення розбитого цукрозаводу було прислано 326 полонених німців. Розташовані вони були в приміщеннях рабкопу і сімейного гуртожитку. 1947 року Линовицького цукрозавод відновив роботу. Потужність переробки становила 10 тисяч центнерів буряка за добу (у 1965 році її було збільшено до 15 тисяч центнерів за добу). А полонених забрали 1948 року.
1952 року побудовано будинок Линовицької залізничної станції. 1956 — гуртожиток цукрозаводу, а 1957 закінчене відновлення заводського клубу.
В серпні 1958 року розформована МТС. Всю її техніку було передано в колгоспи, а приміщення — Линовицькому радгоспу імені Леніна. 1960 року утворено єдиний бурякорадгосп імені Леніна (в радгосп входило два відділення імені Леніна та імені Т. Г. Шевченка колишня Павлівка). За вказівкою Микити Хрущова почали здавати державі корів. На селі в особистому володінні залишалось лише 58 корів.
21 жовтня 1960 року Линовиця отримала статус селищем міського типу. В тому ж році закладено парк і розпочато будівництво стадіону. 1962 року до селища прокладене шосе.
1963 року знову закрито церкву, а приміщення храму перероблене під клуб.
У 1964 році в селищі відкрито дитячий садок «Білочка». У 1967 році побудовано двоповерховий будинок «Заготзерна», «Станціоний» магазин біля залізничної станції, паливний склад. Того ж року у Линовиці з'явився перший телевізор.
19 січня 1970 року Линовицю підключено до загальнодержавної електромережі. 24 квітня 1975 року відкрито нову лікарню.
1984 року відкрито поштове відділення, а 1985 — середню школу. 1990 року розпочалася газифікація Линовиці.
5 травня 2007 року у Линовиці було створене історико-краєзнавче товариство імені Г. Ф. Гайдая, до складу якого входять місцеві краєзнавці, яким не байдуже минуле та майбутнє свого села. Голова товариства Латуіль Володимир Володимирович. Стараннями товариства Линовиця у 2008 році включена в туристичне кільце Чернігівській області.
12 червня 2020 року, відповідно до розпорядження Кабінету Міністрів України № 730-р «Про визначення адміністративних центрів та затвердження територій територіальних громад Чернігівської області», увійшло до складу Линовицької селищної громади.
17 липня 2020 року, в результаті адміністративно - територіальної реформи та ліквідації колишнього Прилуцького району, селище увійшло до складу новоутвореного Прилуцького району Чернігівської області.

## Політика

### Парламентські вибори, 2019
На позачергових парламентських виборах 2019 року у селищі функціонували 2 окремі виборчі дільниці № 740612 і 740613, розташовані у приміщенні будинку культури і школи, відповідно.
Результати
- зареєстровано 2025 виборців, явка 54,96%, найбільше голосів віддано за «Слугу народу» — 49,31%, за Всеукраїнське об'єднання «Батьківщина» — 16,74%, за Радикальну партію Олега Ляшка — 8,23%[13]. В одномандатному окрузі найбільше голосів отримав Сергій Коровченко (самовисування) — 25,91%, за Дмитра Пахомова (Слуга народу) — 23,77%, за Бориса Приходька (самовисування) — 16,99%[14].

## Історичні пам'ятки

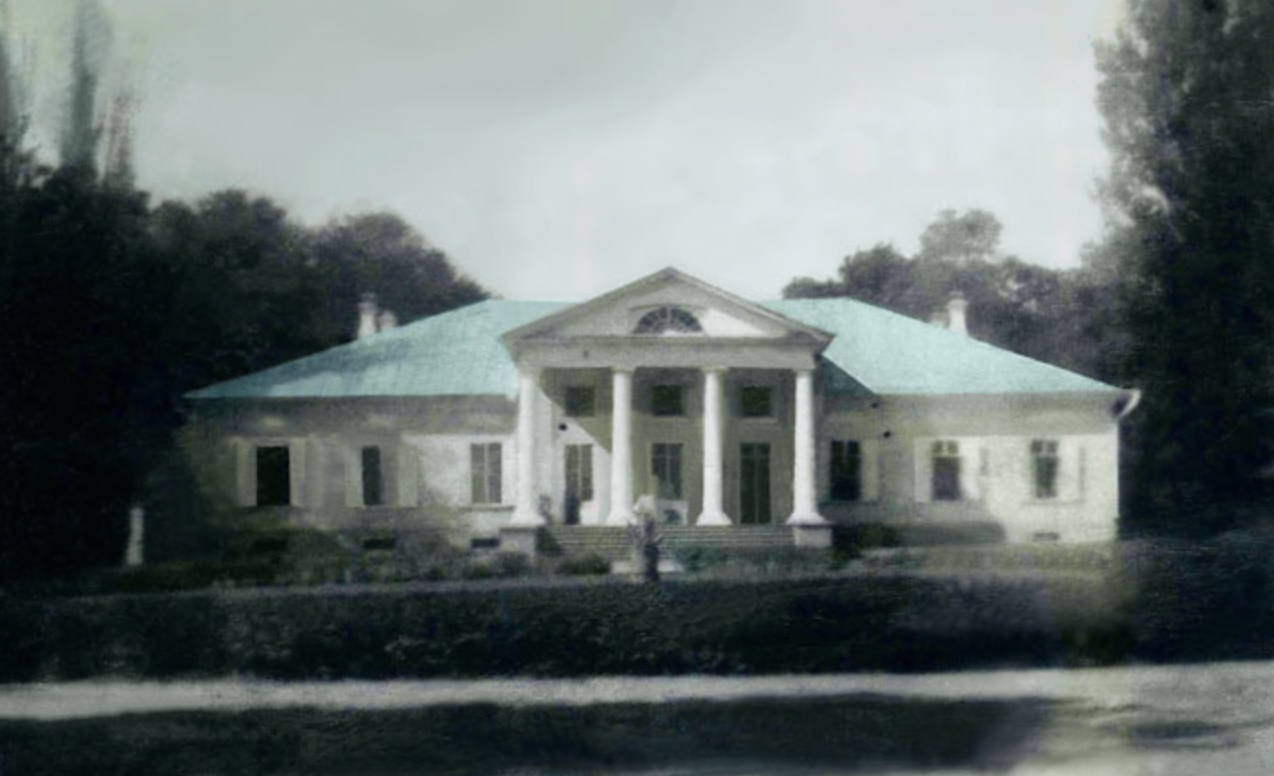
Садиба графів де Бальменів на фото 1917 року

Унікальною історичною пам'яткою Линовиці є залишки садиби де Бальменів з парком. Садиба була збудована в другій половині XVIII століття. У 1796 році (в рік смерті Катерини ІІ) завершено будівництво нового будинку. Частина обійстя реконструйована в середині XIX.
Будинок поміщика мав бібліотеку, музей мисливської зброї, картинну галерею та велику танцювальну залу. Де Бальмени проживали в будинку весною-літом, а на зимовий час виїжджали до Києва, де мали будинок на вулиці Ярославів Вал (тепер там розташоване Посольство Республіки Польща в Україні). У «Чорному» будинку (в радянські часи — майстерня МТС) розташовувались управляючий та інші господарчі служби. Цегляний «Червоний будинок-чаювальню» з верандою збудованою у 1902−1905 роках. Був також дерев'яний будинок з флігелями холодної побудови, який використовувався лише літньою порою для дачників. Він спалений у 1919 році при затриманні злочинця Шевченка А. Т. Пирятинською міліцією. Поміщицькій будинок було розібрано у 1921 році на цеглу для воловні радгоспу «Павлівка».
У грудні 1989 — жовтні 1990 року «Червоний будинок» було відбудовано на кошти радгоспу імені Леніна. До нашого часу вціліло ще три будівлі садиби: стайня, в якій зараз автомайстерня, господарська будівля та будинок прислуги. Останній відбудований у сильно зміненому вигляді: після ремонту історична будівля виглядає як сучасний будинок, тільки невелика частина тильного боку збереглася у первісному вигляді.
Прикрасою садиби де Бальменів був чудовий парк. Парк площею близько 17 га було закладено у 1796 році на основі природної діброви біля річки Удай, в долині якої були створені три ставки (сажалки). Після приходу радянської влади прекрасний парк було на 50 % знищено і залишено без догляду. Зараз парк, який тепер носить ім'я Т. Г. Шевченка, — пам'ятка садово-паркового мистецтва. Площа парку 11,7 гектарів. Парк заріс чагарником, штучні острови розмило. В парку зберігся дуб-велетень посаджений у 1610 році, під яким, за переказами, любив відпочивати Тарас Григорович Шевченко. До історичного дерева у 1983 році перенесли від стадіону й пам'ятник Кобзарю. Особливою архітектурною прикрасою парку була оглядова арка з в'їзними воротами. «Башта графа де Бальмена» збереглася до наших днів.
1995 року відновлена в первозданному вигляді Линовицька Успенська церква. Пам'ятка архітектури кам'яна церква Успіння Пресвятої Богородиці була побудована в класичному стилі у 1819 році. Це був храм-пам'ятник на честь перемоги Росії над Наполеоном Бонапартом у війні 1812 року. Церква була усипальницею родини де Бальменів.
У 2020 році силами місцевої громади с. Линовиця розпочалася реставрація оглядової башти в маєтку та відновлення парку.

## Пам'ятки природи
- Багатовіковий дуб «Велетень»
- Багатовіковий дуб «Три брати»
- Жевахівщина
- Івківці
- Парк ім. Т. Г. Шевченка

## Населення
Населення — переважно українці.

### Чисельність населення
| 1666 | 1713 | 1718 | 1740 | 1780 | 1900 | 1910 | 1979 | 1989 | 2001 | 2008 | 2016 | 2022 |
| ---- | ---- | ---- | ---- | ---- | ---- | ---- | ---- | ---- | ---- | ---- | ---- | ---- |
| 100  | 160  | 190  | 195  | 520  | 623  | 2639 | 3903 | 3440 | 2984 | 2729 | 2711 | 2574 |

### Мова
Розподіл населення за рідною мовою за даними перепису 2001 року:
| Мова            | Кількість | Відсоток |
| --------------- | --------- | -------- |
| українська      | 2909      | 97.49%   |
| російська       | 72        | 2.41%    |
| білоруська      | 2         | 0.07%    |
| інші/не вказали | 1         | 0.03%    |
| Усього          | 2984      | 100%     |

## Відомі люди

### Народилися
- Де Бальмен Яків Петрович — приятель Тараса Шевченка.
- Бебешко Марія Іванівна — заслужена артистка Української РСР (1966)
- Луговський Володимир Іванович — український кінорежисер, письменник.
- Йосаф Джавахішвілі — єпископ РПЦ.
- Ніколаєв Вадим Андрійович[24] народився 26 грудня 1935 року провідний інженер льотних випробувань гвинтокрила Ка-22.

### Пов'язані з Линовицею
- Де Бальмен Сергій Петрович — приятель Тараса Шевченка.